# 土師和麻呂
土師 和麻呂（はじ の やまとまろ、持統天皇5年（691年） - 宝亀8年11月9日（777年12月13日））は、奈良時代の官人。官位は外従五位下・大和介。

## 経歴
神護景雲元年（770年）称徳天皇が由義宮へ行幸した際、外従五位下に叙せられる。
光仁朝の宝亀2年（771年）諸陵助に任ぜられる（頭は甲賀王）。宝亀3年（772年）三方王とともに淡路国へ派遣され、淳仁天皇の墳墓を改葬した。宝亀5年（774年）大和介に任ぜられるが、任期終了後は老いを理由に引退し、河内国毛受里に住んだという。
宝亀8年（777年）11月9日卒去。享年87。最終官位は前大和介外従五位下。

## 官歴
『続日本紀』による。
- 時期不詳：正六位上
- 神護景雲4年（770年） 4月5日：外従五位下
- 宝亀2年（771年） 7月23日：諸陵助
- 宝亀5年（774年） 3月5日：大和介
- 宝亀8年（777年） 11月9日：卒去[2]

## 系譜
- 父：土師祖麻呂[2]
- 母：不詳
- 妻：膳部石麻呂の娘[2]
  - 男子：大枝氏麻呂[2]
  - 男子：大枝諸上[2]
  - 男子：大枝公足[2]